# Klink 4 (Quedlinburg)

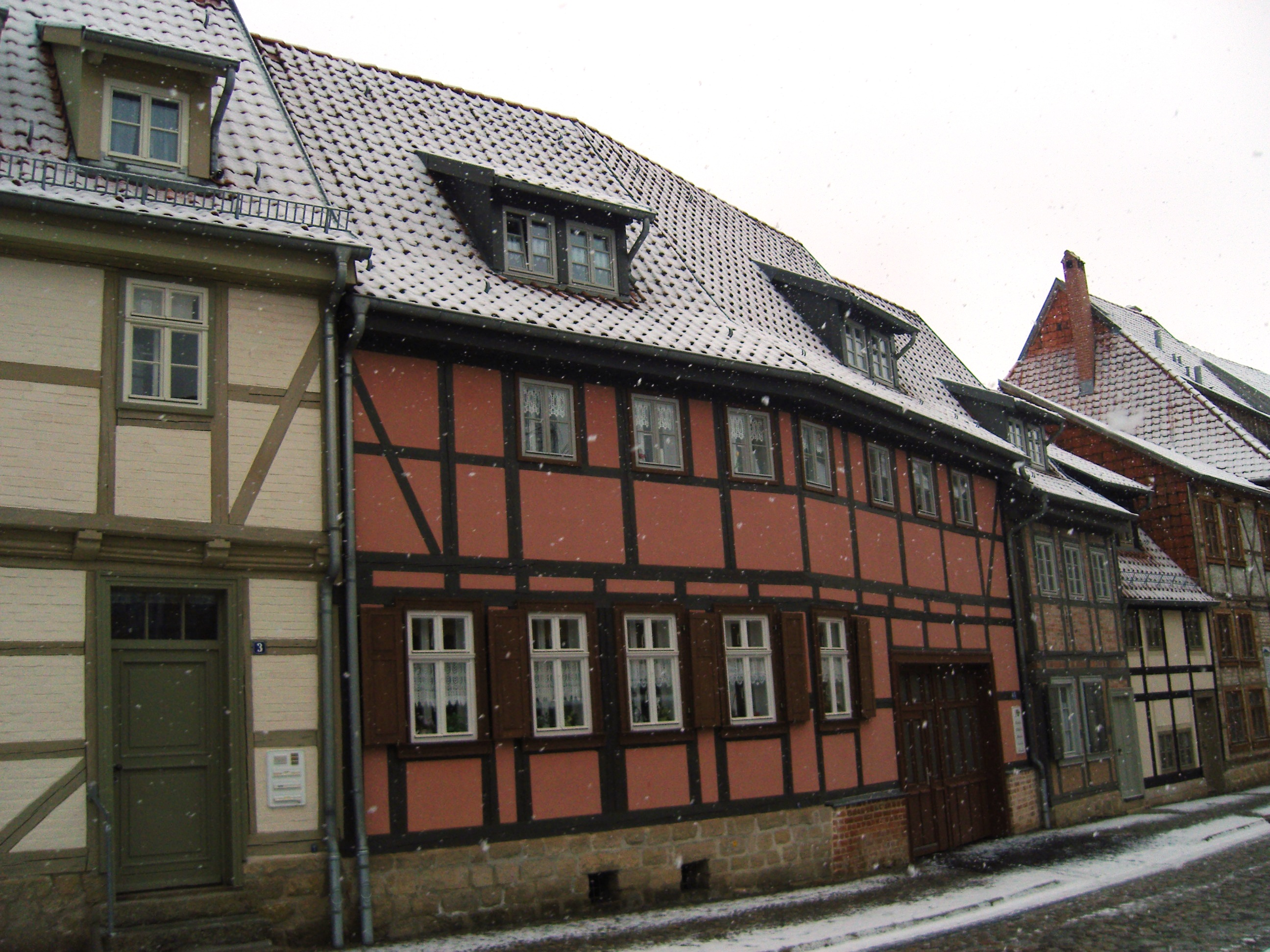
Klink 4

Das Haus Klink 4 ist ein denkmalgeschütztes Gebäude in der Stadt Quedlinburg in Sachsen-Anhalt.

## Lage
Es befindet sich in der historischen Quedlinburger Altstadt nordöstlich des Marktplatzes der Stadt und ist im Quedlinburger Denkmalverzeichnis als Wohnhaus eingetragen. Es gehört zum UNESCO-Weltkulturerbe.

## Architektur und Geschichte
Im Kern geht das zweigeschossige Fachwerkhaus auf die Zeit um 1500 zurück. Aus dieser Zeit stammen Ostgiebel, die Hofseite sowie das Dachwerk. Später erfolgten Umbauten, so dass das äußere Erscheinungsbild dem eines Gebäudes aus der Bauzeit um 1800 ähnelt. Im Inneren des Hauses besteht eine vorgeblendete Wand. Ende des 20. Jahrhunderts war das Gebäude dringend sanierungsbedürftig. Bei Sanierungsarbeiten wurden hinter jüngeren Fassaden Teile sehr alter Fachwerkkonstruktionen festgestellt.